# William de Ros, 1. Baron de Ros
William de Ros, 1. Baron de Ros (nach älterer Zählung auch 2. Baron de Ros; * um 1255; † vor 20. September 1316) war ein englischer Adliger und Militär.

## Herkunft
William de Ros war der älteste Sohn von Robert de Ros und von dessen Frau Isabel († 1301), der Tochter und Erbin von William d’Aubigné, Lord of Belvoir. Er wurde vermutlich in Helmsley Castle, dem Hauptsitz seines Vaters, geboren, weshalb er sich auch William of Hamelake nannte. Beim Tod seines Vaters um 1285 erbte er dessen hauptsächlich in Yorkshire gelegenen Besitzungen.

## Leben
Er nahm 1277 und 1282 an den Feldzügen zur Eroberung von Wales teil. Von 1291 bis 1292 gehörte er der Ratsversammlung an, die in Berwick über die schottische Thronfolgeregelung berieten. Als Nachfahre des schottischen Königs Wilhelm I., seine Urgroßmutter Isabella war eine uneheliche Tochter des Königs gewesen, gehörte er selber zu den dreizehn Anwärtern auf den schottischen Thron. Am 8. November 1292 zog Ros seinen Anspruch zurück, nachdem er sich mit John Balliol geeinigt hatte, der von der Ratsversammlung zum neuen König von Schottland bestimmt wurde. Wahrscheinlich erhielt er für seinen Verzicht von Balliol eine finanzielle Entschädigung. Als 1296 der schottische Unabhängigkeitskrieg gegen die englische Oberherrschaft begann, verriet Williams Cousin Robert de Ros, Lord of Wark seine Landsleute. Dessen Burg Wark Castle in Northumberland wurde vom König besetzt und schließlich William übergeben. Von Oktober 1300 bis Ende September 1301 überließ Ros Wark Castle wieder dem englischen König, der die Burg als Stützpunkt gegen die Schotten nutzte.
Im Januar 1297 diente William während des Französisch-Englischen Kriegs im englischen Heer in der Gascogne, doch bereits vor dem 25. März war er zusammen mit Walter Huntercombe wieder in Schottland. 1298 nahm er an der Schlacht bei Falkirk teil, ebenso 1300 an einem weiteren Feldzug nach Schottland. Am 6. Februar 1299 wurde er erstmals durch Writ of Summons in das Parlament berufen. Bis zu seinem Tod führte er fortan den Titel Baron de Ros und nahm an den Parlamentsversammlungen teil. Am 8. November 1307 ernannte ihn König Eduard II. zusammen mit Robert de Umfraville, 8. Earl of Angus, zu Hütern von Northumberland, und am 21. Juni 1308 wurden er und Umfraville Stellvertreter des englischen Königs in Schottland. Er verteidigte jedoch nicht Northumberland gegen die Überfälle des schottischen Königs Robert I., sondern zog sich wahrscheinlich nach Yorkshire zurück. Als auch Yorkshire von schottischen Überfällen bedroht wurde, nahm er im Dezember 1314 und April 1315 an zwei von Erzbischof William Greenfield von York einberufenen Beratungen der Barone von Yorkshire teil, nahm jedoch offensichtlich nicht mehr an Kämpfen gegen Schottland teil.
Er wurde in Kirkham Priory in Yorkshire beigesetzt.

## Familie und Nachkommen
William hatte um 1287 Matilda († 1301), die zweite Tochter und Miterbin von John de Vaux aus Steresby in Yorkshire geheiratet. Mit ihr hatte er mehrere Kinder, darunter:
- William de Ros, 2. Baron de Ros († 1342);
- John de Ros, 1. Baron Ros († 1338);
- Anne de Ros († vor 1328), ⚭ (1) Pain de Tiptoft, 1. Baron Tibetot († 1314), ⚭ (2) Thomas de Vere († 1329), Sohn und Erbe von Robert de Vere, 6. Earl of Oxford.